# Гладович, Драгана
Драга́на Гла́дович (серб. Драгана Гладовић / Dragana Gladović; 27 июля 1992, Шабац) — сербская тхэквондистка полулёгкой весовой категории, выступает за сборную Сербии начиная с 2008 года. Бронзовая призёрка летней Универсиады в Кванджу, участница летних Олимпийских игр в Лондоне, победительница многих турниров национального и международного значения.

## Биография
Драгана Гладович родилась 27 июля 1992 года в городе Шабаце Мачванского округа. Активно заниматься тхэквондо начала с раннего детства, проходила подготовку в местном клубе единоборств «Летньиковац».
Дебютировала на международном уровне в сезоне 2007 года, когда выступила на чемпионате Европы среди юниоров в Баку и дошла здесь до стадии четвертьфиналов. Год спустя вошла в основной состав сербской национальной сборной и побывала на взрослом европейском первенстве в Риме, тем не менее, была выбита из дальнейшей борьбы за медали в первом же поединке. В 2009 году выиграла бронзовую медаль на юниорском чемпионате Европы в шведском Треллеборге. Принимала участие во взрослых чемпионатах Европы 2010 года в Санкт-Петербурге и 2012 года в Манчестере, однако попасть в число призёров ни на одном из турниров не смогла.
В 2012 году в полулёгкой весовой категории Гладович одержала победу на квалификационном олимпийском турнире в Казани и благодаря череде удачных выступлений удостоилась права защищать честь страны на летних Олимпийских играх в Лондоне. Проиграла здесь оба своих поединка: на предварительном этапе потерпела поражение от британки Джейд Джонс, ставшей в итоге олимпийской чемпионкой, тогда как в утешительном турнире за третье место была побеждена японкой Маю Хамадой.
После лондонской Олимпиады Драгана Гладович осталась в основном составе сербской национальной сборной и продолжила принимать участие в крупнейших международных турнирах. Так, в 2013 году она выступила на Средиземноморских играх в Мерсине, где, тем не менее, проиграла в первом же своём поединке. На чемпионате мира в Пуэбле так же не имела большого успеха, уже в стартовом бою уступила россиянке Александре Лычагиной. Будучи студенткой, представляла страну на летней Универсиаде 2015 года в Кванджу, привезла оттуда награду бронзового достоинства, выигранную в полулёгком весе. Принимала участие в первых Европейских играх в Баку — на стадии четвертьфиналов была остановлена титулованной хорваткой Аной Занинович, в то время как в утешительных встречах за третье место проиграла шведке Никите Гласнович. Участница мирового первенства в Челябинске.